# Raquiàlgia
La raquiàlgia (rarament coneguda com a raquiodínia) és el dolor que es nota a l'esquena. Segons la regió afectada, el dolor pot ser del coll (cervicàlgia), central de l'esquena (dorsàlgia), lumbar (lumbàlgia), a sacre o a còccix (coccigodínia). El terme popular mal d'esquena no es correspon exactament amb el de raquiàlgia, ja que una cervicàlgia no serà mai referida com a mal d'esquena sinó com a mal de clatell o dolor de clatell, així mal d'esquena seria per referir-se a una dorsàlgia, una lumbàlgia o un dolor a sacre.
La zona lumbar és la zona més freqüent afectada. Els episodis de raquiàlgia poden ser aguts, subaguts o crònics segons la durada. El dolor pot caracteritzar-se com un dolor continu, dolor com una fiblada o una sensació de cremor. El malestar pot irradiar-se als braços i les mans, així com a les cames o als peus, i pot incloure entumiment, o debilitat a les cames i els braços.

## Causa
La majoria de les raquiàlgies són inespecífiques i no tenen causes identificables. Els mecanismes subjacents més habituals inclouen canvis degeneratius o traumàtics en els discs i les articulacions de les facetes, que poden causar dolor secundari en els músculs i els nervis, i remetre el dolor als ossos, articulacions i extremitats. Les malalties i la inflamació de la vesícula biliar, el pàncrees, l'aorta i els ronyons també poden causar dolor referit a l'esquena. Els tumors de les vèrtebres, els teixits neuronals i les estructures adjacents també es poden manifestar com a dolor d'esquena.

## Epidemiologia
La raquiàlgia és freqüent, amb aproximadament nou de cada deu adults que ho experimenten en algun moment de la seva vida, i cinc de cada deu adults que treballen el tenen cada any. Alguns calculen que fins al 95% de les persones experimentaran raquiàlgia en algun moment de la seva vida. És la causa més freqüent de dolor crònic i és un dels principals contribuents a la manca de treball i discapacitat. Per a la majoria de les persones, la raquiàlgia és autolimitada. En la majoria dels casos d'hèrnia discal i estenosi, el descans, les injeccions o la cirurgia tenen resultats similars de mitjana al cap d'un any de resolució del dolor. Als Estats Units, el dolor lumbar agut és la cinquena raó més freqüent de les visites al metge i provoca el 40% dels dies de feina perduts. A més, és l'única causa principal de discapacitat a tot el món.

## Classificació
Es mal d'esquena és classificat per la durada dels símptomes:
- Mal d'esquena agut: dura menys de 6 setmanes
- Mal d'esquena sub-agut: dura entre 6 i 12 setmanes
- Mal d'esquena crònic: dura més de 12 setmanes

## Causes
Hi ha moltes causes al mal d'esquena, incloent-hi venes i artèries, òrgans interns, infeccions i causes mecàniques i autoimmunes. Aproximadament el 90% de les persones amb mal d'esquena reben un diagnòstic de mal d'esquena agut inespecífic, sense cap malaltia greu al darrere. Aproximadament en un 10% dels casos la causa del mal pot ser identificada mitjançant diagnosi per imatge. Menys d'un 2 per cent dels casos es deuen a factors secundaris com càncers i infeccions serioses com osteomielitis espinal i abscessos epidurals.
| Causa                             | Percentatge |
| Sense especificar                 | 90%         |
| Fractura vertebral per compressió | 4%          |
| Cancer metastàsiques              | 0.7%        |
| Infecció                          | 0.01%       |
| Caiguda equina                    | 0.04%       |

### Inespecífic
En el 90 percent dels casos no existeixen causes fisiològiques o anormalitats en les proves diagnòstiques. El mal d'esquena inespecífic pot ser provocat per la tensió o un esquinç a l'esquena. La causa és una lesió perifèrica als músculs o lligaments. El pacient pot recordar o no la causa. El dolor es pot presentar de forma aguda però en alguns casos pot persistir, derivant a un mal crònic.
El mal d'esquena crònic en persones amb exploracions normals pot provenir d'una sensibilització central, on una lesió inicial provoca una hipersensibilitat al dolor, fins i tot després que la lesió inicial hagi estat resolta. El tractament de la hipersensibilitat pot involucrar baixes dosis d'antidepressius i rehabilitació mitjançant fisioteràpia.

## Hèrnia discal
L'hèrnia discal té lloc quan el nucli polpós, un material de consistència gelatinosa que es troba en el nucli del disc espinal, surt a través d'una fissura o ruptura del seu anell fibrós. Pot ser degut a la compressió de les arrels del nervi. Els símptomes poden ser unilaterals o bilaterals i estan relacionats amb la zona de l'espina dorsal afectada. Les zones més comunes per la malaltia del disc espinal són de L4 - L5 o L5 - S1. El risc de la malaltia del disc lumbar augmenta en els individus amb sobrepès per la pressió augmentada als nuclis polposos.
La compressió medul·lar severa es considera una emergència quirúrgica i necessita descompressió per preservar les funcions motores i sensorials. La síndrome de la cua de cavall es refereix a la compressió severa de la cua de cavall, una agrupació de nervis al sector distal de la medul·la espinal. Aquesta síndrome és produïda per una hèrnia discal d'aparició súbita i es presenta amb dolor, dèficit motor i paràlisi dels esfínters.

## Malaltia degenerativa
L'espondilosi o artritis degenerativa de la columna es produeix quan el disc intervertebral experimenta canvis degeneratius, causant que el disc no aconsegueixi esmorteir les vèrtebres. Hi ha una relació entre la reducció del disc intervertebral i el dolor a la columna lumbar. L'espai entre les vèrtebres es fa més estret i produeix compressió i irritació dels nervis.
Espondilolistesi és el desplaçament d'una vèrtebra respecte de les veïnes. Es troba associada amb els processos degeneratius associats amb l'edat però també amb traumes i anormalitats congènites.
L'estenosi espinal es pot produir en casos d'espondilosi severa, espondilolistesi i eixamplament del lligament aromàtic associat a l'edat. L'estenosi espinal implica un estrenyiment del canal de la columna i es sol presentar en pacients de més de 60 anys. La claudicació neurogènica pot passar en casos d'estenosi lumbar greu que presenta dolors a la zona inferior de l'esquena, els glutis o les cames, que són més forts en estar dret i s'alleugen al seure.
Les fractures de compressió vertebral ocorren en un 4 per cent dels pacients que es presenten a atenció primària amb lumbàlgia. Els factors de risc inclouen edat, gènere femení, antecedents d'osteoporosi i ús crònic de glucocorticoides. Les fractures es poden produir a causa d'un trauma, però en molts de casos poden ser asintomàtiques.

## Infecció
Les causes infeccioses comunes del dolor d'esquena són l'osteomielitis, la discitis sèptica, l'abcés paraspinal i l'abcés epidural. Les causes infecciones que porten al mal d'esquena impliquen diverses estructures que envolten la columna vertebral.
L'osteomielitis es una infecció bacteriana en els osos. L'osteomielitis vertebral és normalment produïda per estafilococ. Els factors de risc inclouen infecció de pell, infecció del tracte urinari, l'ús de IV catèter, us de drogues IV, anteriors endocartitis i malaltia de pulmons.
L'abscés epidural espinal també és sovint causat per una infecció severa amb bacterminia. Entre els factors de risc s'inclouen epidural recent, consum de drogues IV o infeccions recents.

## Càncer
La propagació de càncer a l'os o a la medul·la espinal pot portar al mal d'esquena. L'os és un dels llocs de lesions metastàtiques més comunes. Els pacients, normalment, tenen antecedent de malignitat. Els tipus de càncer més comuns que pateix una persona en mal d'esquena són, entre d'altres, mieloma múltiple, limfoma, leucèmia, tumors de medul·la espinal, tumors vertebrals primaris i càncer de pròstata. El mal d'esquena és present en el 29% dels pacients amb càncer sistèmic. A diferència d'altres causes de dolor d'esquena que afecten sovint la columna vertebral lumbar, la columna toràcica és la més sovint afectada. El dolor es pot associar a símptomes sistèmics com pèrdua de pes, calfreds, febre, nàusees i vòmits. A diferència d'altres causes del dolor d'esquena, el mal d'esquena associat a la neoplàsia és constant, apagat, mal localitzat i pitjor amb repòs. La metàstasi a l'os també augmenta el risc de compressió de la medul·la espinal o fractures vertebrals que requereix tractament quirúrgic emergent.

## Autoimmune

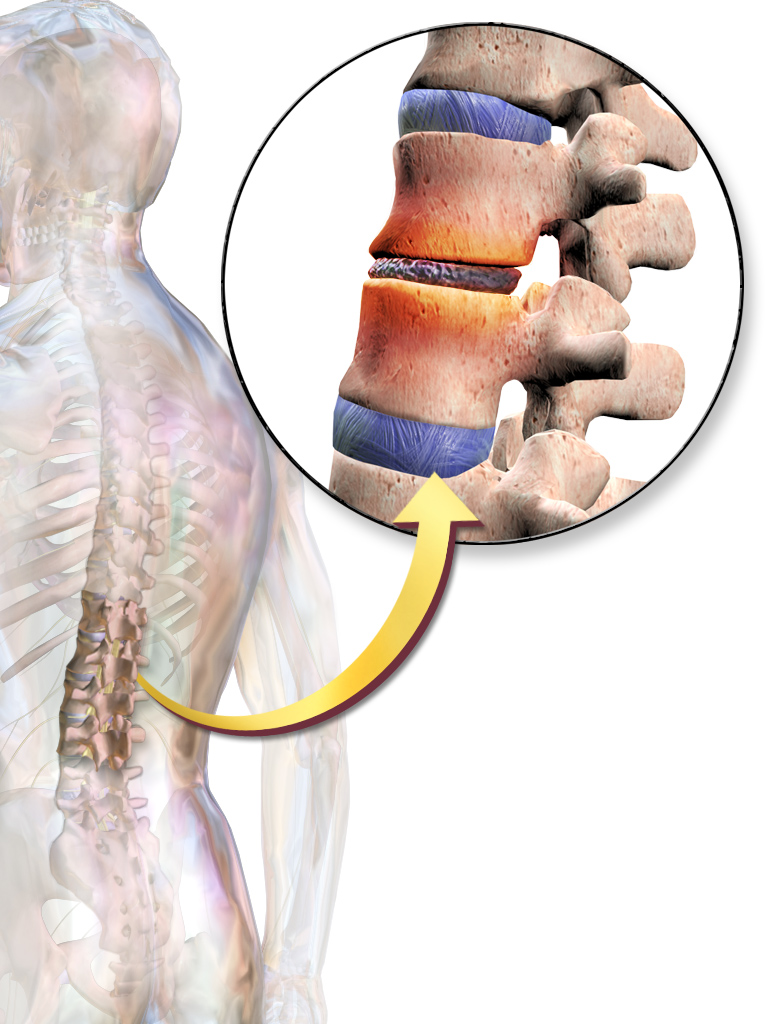
El mal d'esquena pot ser causat per la compressió de les vèrtebres dels discos intervertebrals.

Els artrides inflamatoris com l'espondilititis anquilosant, l'artritis psoriàsica, l'artritis reumatoide i el lupus eritematós sistèmic poden causar diferents nivells de destrucció articular. Entre els artritides inflamatoris, l'espondilititis anquilosant s'associa més estretament amb mal d'esquena a causa de la destrucció inflamatòria dels components ossis de la columna vertebral. L'espondilitis anquilosant és freqüent en homes joves i presenta una sèrie de possibles símptomes com ara uveïtis, psoriasi i malalties inflamatòries intestinals.

### Dolor referit
Es mal d'esquena també pot estar produït per una altra font. El dolor passa quan el mal que se sent ve d'un altre punt del cos. Malalties que es poden presentar amb mal d'esquena son la pancreatitis, pedres en el ronyo, varies infeccions del tracte urinari i aneurisma de l'aorta.

### Factors de risc
El treball pesat, l'obesitat, el sedentarisme i la falta d'exercici poden augmentar el risc de mal d'esquena. Les persones que fumen tenen més probabilitats de patir mal d'esquena que les no fumadores. Les males postures i l'augment de pes durant l'embaràs també són factors de risc. En general, la fatiga pot empitjorar el dolor.
Un parell d'estudis suggereixen que factors psicològics com molt d'estrés pel treball i families disfuncionals poden estar més correlacionats amb el mal d'esquena que a anomalies estructurals com va ser revelat amb raigs X i altres imatges mediques d'escàners.

### Diagnòstic
L'avaluació inicial del mal d'esquena consisteix en un historial i un examen físic. Entre els trets característics importants del mal d'esquena s'inclouen la ubicació, la durada, la gravetat, l'historial del dolor d'esquena previ i el possible trauma. Altres components importants de l'historial del pacient són l'edat, el trauma físic, l'historial previ de càncer, la febre, la pèrdua de pes, incontinència urinària, debilitat progressiva o canvis sensorials en expansió, els quals poden provocar un avís indicant una condició d'urgència mèdica.
Un examen físic a l'esquena hauria de ajudar a la postura i a les deformitats. Pitjant certes zones pot servir per a poder trobar la zona afectada. Un examen neurològic es necessari per canviar el caminar, sensacions i un canvi motor.
Determinar si hi ha símptomes radiculars, com ara dolor, adormiment o debilitat sobretot a les extremitats, és important per diferenciar si les causes del mal d'esquena són centrals o perifèriques. El test de la cama dreta és una eina usada per determinar la presència de radiculopatia lumbosacral. La radiculopatia es produeix quan hi ha una irritació a l'arrel nerviosa, provocant símptomes neurològics, com l'adormiment i el formigueig. El mal d'esquena no radicular és sovint causat per lesions als músculs o lligaments de la columna vertebral, malalties degeneratives a la columna vertebral o una hèrnia discal. L'hèrnia de disc i l'estenosi foraminal són les causes més comunes de radiculopatia.
Durant la fase aguda, no es recomana fer radiografies de l'espina ni tests de laboratori. Això suposa que no hi ha cap raó per pensar que la persona té un problema subjacent. Habitualment el mal desapareix sol al cap de poques setmanes. Les persones que fan un diagnòstic amb imatges no solen obtenir un millor resultat que les que simplement esperen a que la condició millori.

### Imatges
Les imatges per ressonància magnètica són la millor forma d'avaluar el mal d'esquena i visualitzar l'os, teixits tous, nervis i lligaments. Els raigs-X són una opció inicial, la qual és més barata, per aquells pacients amb una sospita clínica d'infecció o malignitat baixa. Es combina amb estudis de laboratori per a la seva interpretació.
Les imatges no són necessàries en la majoria de persones amb mal d'esquena. En casos de mal d'esquena agut, es recomana la ressonància magnètica a persones amb factors de risc majors / sospita clínica de càncer, infecció espinal o dèficits neurològics progressius greus. Per a pacients amb subjecció al mal d'esquena crònic, es recomana la RM si hi ha factors de risc menors per al càncer, factors de risc d'espondilitis anquilosant, factors de risc de fractura de compressió vertebral, trauma significatiu o estenosi espinal simptomàtica.
Imatges prematures durant la fase aguda no milloren el pronòstic en els pacients. Les imatges no tenen correlació amb la gravetat del resultat.

### Estudis de laboratori
Els estudis de laboratori són utilitzats si hi ha sospites de causes autoimmunes, infecció o malignitat. Les proves de laboratori poden incloure el recompte de glòbuls blancs (WBC), la taxa de sedimentació d'eritròcits (ESR) i la proteïna C reactiva (CRP).
- L'ESR elevada podria indicar infecció, malignitat, malaltia crònica, inflamació, trauma o isquèmia dels teixits.
- Els nivells de CRP alts estan associats amb infeccions.[26]

### Banderes vermelles

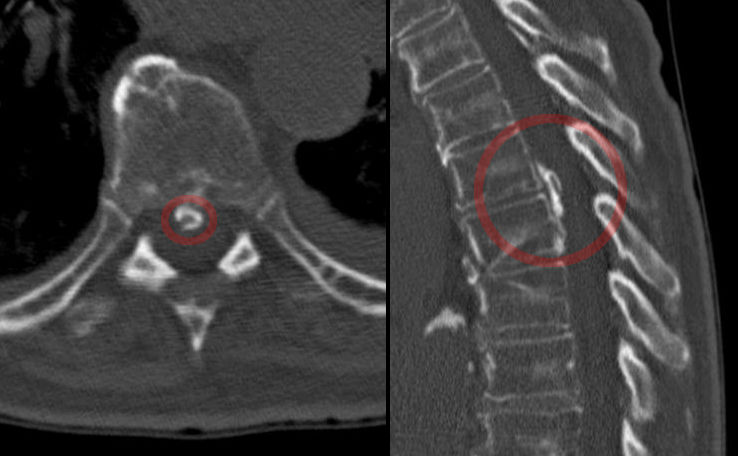
TAC de la columna vertebral, que mostra calcificació del lligament posterior longitudinal.

Les imatges no són típicament necessàries en el primer diagnòstic o tractament de mal d'esquena. Però, també hi ha certs indicadors que es poden veure en radiografies, tomografia computada (o TAC) o una ressonància magnètica, tots aquests processos són recomanats si s'ha patit algun d'aquests símptomes:
- Pèrdua de pes sense explicació
- Estar inmunosuprimit
- Infecció urinària
- Us de drogues intravenoses
- Us prolongat de glucocorticoides
- Mal d'esquena que no millora amb tractament adequat
- Un trauma significant
- Caiguda petita o un aixecament pesat a una persona que es osteoporotica potencialment
- Aparició aguda de retenció urinària, incontinència urinària sense cap previ sentiment d'urgència, pèrdua de força en el esfínter o incontinència fecal.
- Pèrdua de força de motor globalment o per les parts inferiors

## Prevenció
Hi ha proves bastant fiables que suggereixen que la combinació d'educació i exercici pot reduir el risc de desenvolupar un episodi de lumbàlgia. No hi ha tantes proves fiables en el cas de que un exercici sol funcioni per a reduir el risc d'aparició d'aquest mal.

## Gestió

### Dolor inespecífic
Els pacients amb mal d'esquena sense complicacions haurien de ser animats a mantenir-se actius i tornar a les activitats normals.
Els objectius de gestió per tractar el mal d'esquena són aconseguir la reducció màxima de la intensitat del dolor el més ràpidament possible, restablir les habilitats de l'individu per funcionar en les seves activitats diàries, ajudar-lo a fer front al dolor residual, valorar els efectes secundaris de la teràpia i facilitar el pas del pacient pels impediments legals i socioeconòmics a la recuperació. Per molts, l'objectiu és mantenir el dolor a un nivell controlable per progressar amb la rehabilitació, la qual cosa pot conduir a un alleujament del dolor a llarg termini. Per altres, l'objectiu també és utilitzar teràpies sense cirurgia per manejar el dolor i evitar operacions, mentre per altres la cirurgia és la manera més ràpida per sentir-se millor.
No tots els tractaments funcionen per a totes les condicions o per a tots els individus amb la mateixa condició, i molts troben que necessiten provar diversos tractaments per determinar quin els funciona millor. L'etapa actual de l'afecció (aguda o crònica) és també un factor determinant en l'elecció del tractament. Només una minoria de persones amb mal d'esquena (la major part d'estimació és d'1% - 10%) requereix cirurgia.

### No mèdic
El mal d'esquena generalment es tracta primer amb teràpia no farmacològica, ja que habitualment es resol sense la necessitat de l'ús de medicaments. Es sol recomanar calor superficial, massatges, acupuntura i teràpia de manipulació de la columna vertebral.
- Aplicar calor com a teràpia és útil pels espasmes musculars de l'esquena i altres condicions. Un estudi conclou que la teràpia de calor pot reduir els símptomes de dolor agut d'esquena.[38]
- Fer exercicis i estiraments suaus de forma regular és recomanable per a dolors d'esquena poc complicats i sol donar millors resultats a llarg termini.[26][39] També es pot recomanar una teràpia física per enfortir els músculs abdominals i al voltant de la columna vertebral.[40] Aquests exercicis solen satisfer més als pacients, encara que no està comprovat que porti a millors resultats físics. Tot i així, un estudi ha determinat que els exercicis són efectius pel mal d'esquena crònic, però no pel mal d'esquena agut. Si s'utilitza, s'ha de fer sota la supervisió d'un professional de la salut.
- La teràpia de massatges pot aportar un alleujament del mal a curt termini, però no aporta una millora funcional pel mal d'esquena agut.[41] Pot aportar també un alleujament del dolor a curt termini i una millora funcional per les persones que pateixen el mal d'esquena crònic i el mal subagut de la part inferior de l'esquena, però aquest benefici sembla que només es manté durant uns 6 mesos de tractament.[41] Aparentment no hi ha efectes adversos greus associats al massatge.[41]
- L'acupuntura pot proporcionar un alleujament pel mal d'esquena. Tot i això, s'haurien de realitzar més estudis sobre el tema.[42]
- La manipulació de la columna vertebral és similar als altres tractaments recomanats.[43]
- "Back school" és una intervenció que consisteix tant en educació com en exercicis físics. No hi ha cap evidència clara que doni suport a l'ús del back school per a tractar el mal d'esquena agut, subagut o crònic.
- Les plantilles semblen ser un tractament ineficaç per al mal d'esquena.[44]
- La tracció per a curar el mal d'esquena es sol usar junt amb altres intencions però sembla que pràcticament no millora ni la intensitat del mal, la millora global o el retorn al treball, ni l'estat funcional.[45]

### Medicació
Si els mètodes no mèdics no han funcionat, la medicació pot ser provada.
- Medicaments que no duen esteroides i son antiinflamatoris (NSAIDs) son típicament els primers en ser provats. Ha estat demostrat que els NSAIDs tenen més un efecte placebo, i normalment son més efectius que un paracetamol.[46]
- Els medicaments opioides no han estat provats per determinar si son efectius o segurs en tractar mal d'esquena crònic a les lumbars.[47][48] Quan els NSAIDs o el paracetamol no son útils els opioides poden seran utilitzats.[49] Els opioides pot ser que no siguin millor que els NSAIDs o el paracetamol pel mal d'esquena cronic, pot ser que no siguin els millors en alleujar el mal d'esquena o amb l'augment de la funció.[48]
- Relaxants musculars esquelètics també poden ser utilitzats.[37] En el curt termini ha estat demostrat que tenen eficàcia per poder alleugerir el mal d'esquena agut.[50] Però hi ha evidències que ho posen en qüestió, també tenen afectes secundaris.
- A sa gent amb un mal centrat a l'arrel nerviosa i radiculopatia aguda, hi ha evidències que els esterioides, com la dexametasona, pot alleujar el mal.[26]
- Injecció epidural corticoide (IEC) és un procediment on medicació de glucocorticoides és injectada a la epidural. La medicació d'esteroides redueix l'inflamació, fent que el mal disminuesqui i que millori la funció.[51] IEC ha estat utilitzat durant molt de temps per diagnosticar i per tractar el mal d'esquena, pero uns estudis recents han demostart que no és molt eficient tractant mal d'esquena per la zona inferior.[52]

### Cirurgia
La cirurgia pel mal d'esquena sol ser usada com a últim recurs, quan hi ha un dèficit neurològic greu i evident. Uns estudis sobre la cirurgia d'esquena del 2009 varen trobar que per certs casos la cirurgia és bastant més eficaç que altres tractaments comuns, pero sembla que els beneficis de la cirurgia moltes vegades disminueixen a llarg termini.
La cirurgia pot ser apropiada per algunes persones que presenten una mielopatia severa o síndrome de la cua de cavall. Les causes dels dèficits neurològics poden incloure una hèrnia del disc, estenosi espinal, malaltia del disc, tumor, infecció i hematomes espinals, tots ells poden afectar les arrels nervioses al voltant de la medul·la espinal. Hi ha múltiples opcions de cirurgia per tractar el mal d'esquena, i aquestes opcions varien depenent de la causa de mal.
Quan un disc herniat comprimeix les arrels nervioses, es pot realitzar una laminectomia o discectomia on s'elimina el material que es comprimeix sobre el nervi. Es pot fer una laminectomia a múltiples nivells per eixamplar el canal espinal en el cas de l'estenosi espinal.
També es pot necessitar una foraminotomia si les vèrtebres causen una gran compressió de l'arrel nerviosa. Es realitza una discectomia quan el disc intervertebral està herniat o esquinçat. El que es fa és eliminar el disc que sobresurt, ja sigui un tros o el disc sencer que pressiona l'arrel nerviosa. També es pot realitzar una substitució total del disc, on es retira i substitueix la font del mal per a mantenir la mobilitat espinal. Quan es treu un disc sencer (com per exemple a la discectomia) o quan les vèrtebres són inestables, es pot realitzar una cirurgia de fusió espinal. La fusió espinal és un procés on s'utilitzen empelts òssics i ferrells metàl·lics per fixar dues o més vèrtebres juntes, evitant que els ossos de la columna vertebral es comprimeixin sobre la medul·la espinal o les arrels nervioses.
Si la infecció, com un absces epidural espinal, és l'origen del mal d'esquena, es pot indicar una cirurgia quan els antibiòtics no siguin efectius. També es pot provar l'evacuació quirúrgica de l'hematoma espinal si els productes sanguinis no es descomponen sols.

## Embaràs
Devers un 50% de dones experimenta un mal d'esquena en la part inferior duran el embaràs. Alguns estudis suggereixen que dones que hagin tengut mal d'esquena abans de l'embaràs tenen més probabilitats de tornar a tenir-ne durant l'embaràs. Pot ser tan seriós que causi un mal significant i una discapacitat en un terç de les dones. El mal d'esquena comença normalment a la setmana 18 i arriba al màxim durant les setmanes 24 a 36 de la gestació. Aproximadament un 16% de les dones que han tingut experiència amb el mal d'esquena durant l'embaràs continuen reportant mal d'esquena durant anys, així demostrant que la gent amb mal d'esquena significant tenen més probabilitats de tenir mal d'esquena després de l'embaràs.
Es veu que factors biomecànics de l'embaràs estan associats amb el mal d'esquena incloent l'augment de curvatura de la part inferior de l'esquena o lordosi lumbar, tot això per suportar el pes augmentat en el abdomen. També una hormona anomenada relaxin alliberada durant l'embaràs, que afluixa els teixits estructurals de la pelvis per preparar el cos per l'expulsió del nadó. Aquest afluixament augmenta la flexibilitat dels lligaments i les articulacions en la part inferior que pot suposar dolor. El mal d'esquena es normalment acompanyat per símptomes radiculars, que suggereixen que es causat pel fetus que exerceix pressió en el plexe sacral i plexe lumbar a la pelvis.
Factors típics que agreugen el mal d'esquena durant l'embaràs inclouen estar dreta, asseguda, inclinar-se cap endavant, aixecar ojectes i caminar. El mal d'esquena en l'embaràs pot ser caracteritzat pel mal concentrat en les cuixes i natges, durant la nit el mal pot agreujar-se tant que desperti al pacient.
Aplicar calor a la zona del mal, paracetamols i massatges poden ser usats per alleugerir el mal. I es recomana evitar estar dret durant llargues estones.

### Economia
Igualment que el mal d'esquena no causa normalment una discapacitat permanent, es un significant contribuïdor de visites de metges i dies perduts als EUA i és el major causant de discapacitats a nivell mundial. L'acadèmia de cirurgians ortopèdics va reportar que aproximadament 12 milions de visites als doctors son a causa del mal d'esquena. Les baixes per mal d'esquena costen 50 mil milions de dòlars cada any només als EUA. En el Regne Unit el 1998 aproximadament 1.600 milions de lliures eren utilitzades en despeses relacionades en discapacitats generades pel mal d'esquena.